# Michael Fox
Pour les articles homonymes, voir Fox.
Ne doit pas être confondu avec Michael J. Fox ou Michael C. Fox.
Myron Melvin Fox, dit Michael Fox, est un acteur américain, né le 27 février 1921 à Yonkers (État de New York) et mort le 1er juin 1996 à Woodland Hills (Los Angeles), d'une pneumonie.

## Filmographie partielle

### Films
- 1953 : Le Serpent du Nil (Serpent of the Nile) de William Castle
- 1953 : Le Monstre des temps perdus de Eugène Lourié
- 1954 : L'Assassin parmi eux (Down Three Dark Streets) d'Arnold Laven
- 1954 : Alibi meurtrier (Naked Alibi) de Jerry Hopper
- 1955 : La Conquête de l'espace (Conquest of Space), de Byron Haskin : Elsbach
- 1955 : Le Gang des jeunes (Running Wild) d'Abner Biberman
- 1962 : Qu'est-il arrivé à Baby Jane ? de Robert Aldrich
- 1964 : Les Nouveaux internes (en) de John Rich : Dr Arthur Hellman, psychiatre
- 1968 : Le Démon des femmes de Robert Aldrich
- 1974 : Plein la gueule de Robert Aldrich : l'annonceur
- 1974 : Frankenstein Junior de Mel Brooks : le père d'Helga
- 1986 : À toute vitesse de Thomas Michael Donnely
- 1987 : Over the Top : Le Bras de fer de Menahem Golan : Jim Olson
- 1989 : Skinheads (en) de Greydon Clark : Saul

### Séries télévisées
- 1959 : Au nom de la loi  : : Bartender (saison 2, épisode 6 (L'otage/The hostage))
- 1960 : La Quatrième Dimension : un médecin  (saison 1, épisode 29 : Cauchemar)
- 1964 : La Quatrième Dimension (The Twilight Zone) (Série TV) : épisode Chut ! (Sounds and Silences) de Richard Donner (saison 5, épisode 27) : le psychiatre
- 1967-1968 : Mission impossible : Dr Levya (saison 2, épisode 7 : Opération Cœur)
- 1967-1968 : Les Mystères de l'Ouest : Gillespie (saison 3, épisode 24 : La Nuit de la conjuration)
- 1972-1973 : Columbo : Dr Benson (saison 2, épisode 1 : Symphonie en noir ; épisode 7 : Match dangereux)
- 1985-1986 : MacGyver : Anton Burak (saison 1, épisode 16 : Pour un sourire de Penny)